# Reiterstandbild Josef Pilsudski

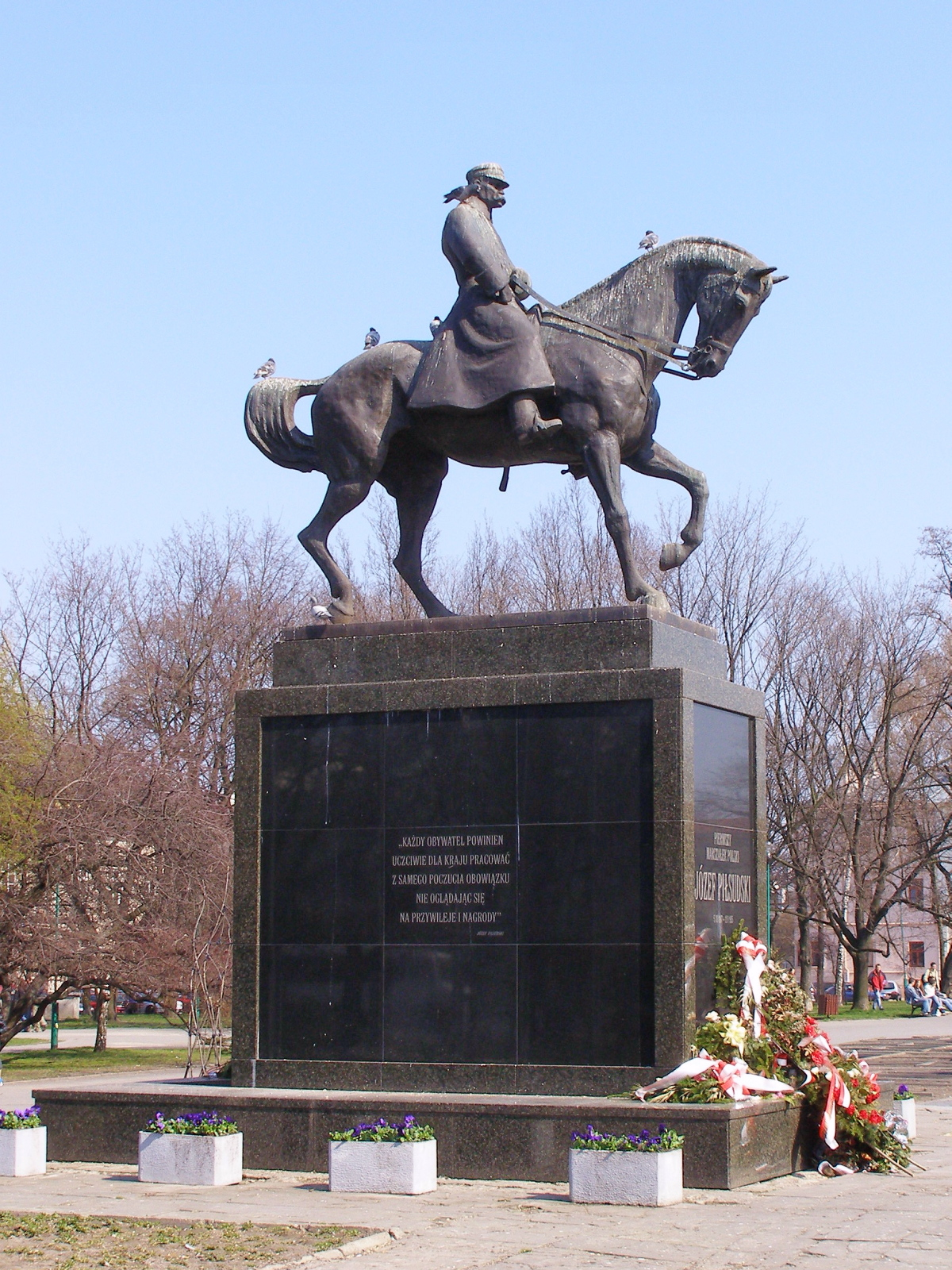
Józef-Piłsudski-Denkmal, Lublin

Das Józef-Piłsudski-Denkmal (poln. Pomnik Marszałka Józefa Piłsudskiego) befindet sich auf dem Litauischen Platz in Lublin in Polen. Das Denkmal wurde zu Ehren Józef Piłsudskis († 1935) einem polnischen Militär, Politiker und späteren Marschall der Zweiten Polnischen Republik errichtet.
Aufgestellt wurde das Denkmal im Jahr 2002 in unmittelbarer Nähe zum Grabmal des unbekannten Soldaten. Geschaffen wurde das Reiterstandbild nach Entwürfen von 1937 von Prof. Jan Raszka, einem Freund Józef Piłsudskis. Das Model zum Guss wurde im Maßstab 1:1 von den Bildhauern Krzysztof Skóry und Adam Kity geschaffen. Der Bronzeguss wurde von Tomasz Zwoliński aus Iłża durchgeführt. Die Aufstellung des Reiterstandbildes erfolgte auf Initiative von Zbigniew Wojciechowski und der Gesellschaft der Piłsudski Tradition in Lublin.